# Tantō dori
Ne doit pas être confondu avec Tachi dori.
Dans les arts martiaux, les Tantō dori sont des techniques de défense contre un adversaire armé d'un couteau. Elles sont particulièrement étudiées en aïkido et en karaté de style wadō-ryū.